# بوي إدغار
بوي إدغار (بالهولندية: Boy Edgar)‏ هو طبيب أعصاب وعازف بيانو هولندي، ولد في 31 مارس 1915 في أمستردام في هولندا، وتوفي بنفس المكان في 8 أبريل 1980 بسبب تصلب متعدد.

## وصلات خارجية
- بوي إدغار على موقع ميوزك برينز (الإنجليزية)
- بوي إدغار على موقع ديسكوغز (الإنجليزية)